# Nicholas Winton

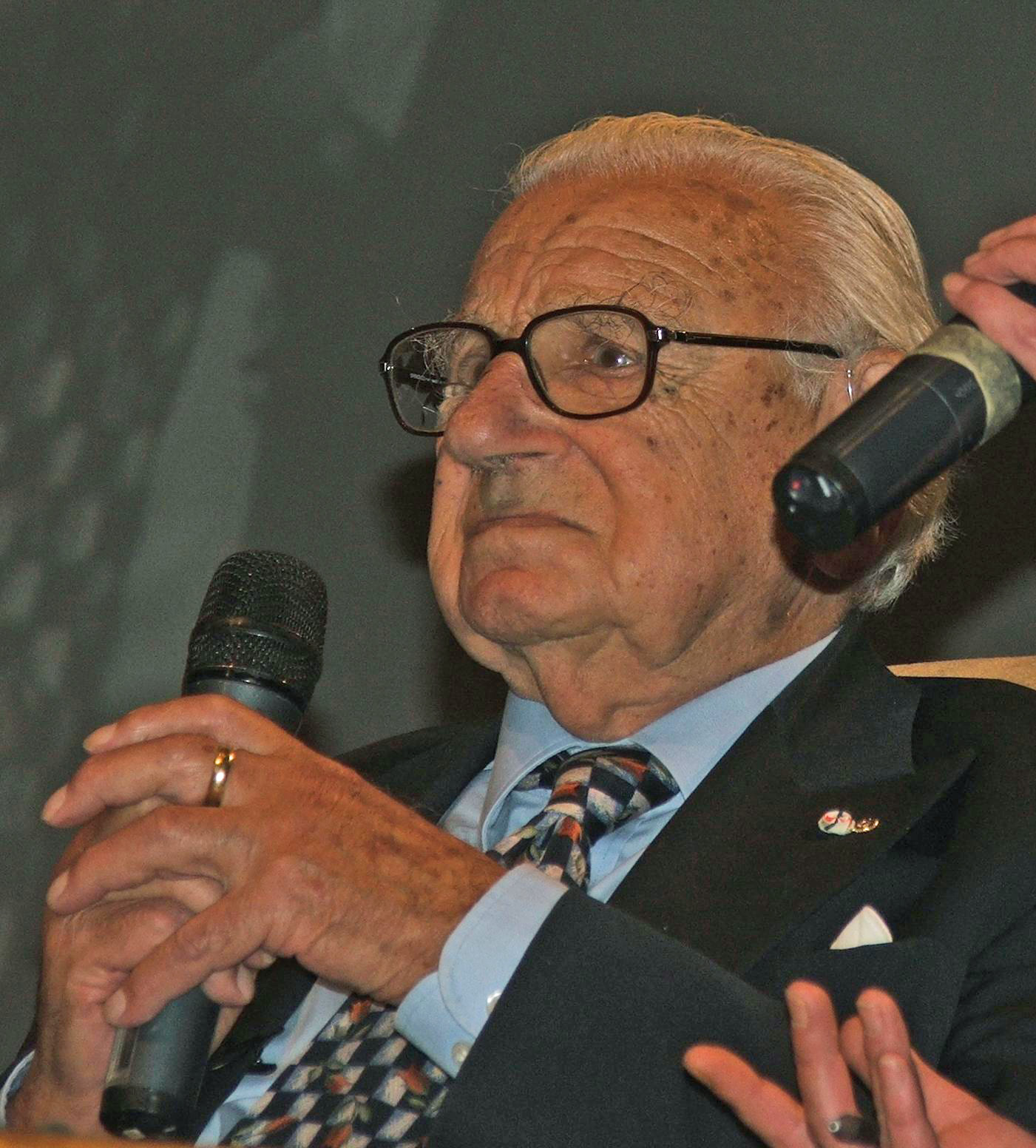
Nicholas Winton la 98 de ani

Nicholas George Winton (la naștere Nicholas George Wertheim, n. 19 mai 1909 – d. 1 iulie 2015) a fost un cetățean britanic, cunoscut pentru acțiunea sa umanitară din anul 1939, prin care a salvat de la holocaust 669 de copii din Cehoslovacia, majoritatea evrei.
Acțiunea, cunoscută sub numele de Kindertransport⁠(en)[traduceți] ceh, i-a adus o recunoaștere generală târzie, supranumele Schindler britanic și importante recunoșteri naționale și internaționale prin decorare.
Nicholas Winton era fiul lui Rudolf Wertheim și al lui Barbara născută Wertheimer, evrei germani convertiți la creștinism, care emigraseră în Marea Britanie în anul 1907.  La 29 iulie 1915 în timpul Primului Război Mondial familia și-a anglicizat numele în Wortham. După decesul tatălui la 6 iulie 1937 și-a schimbat Nicholas numele de familie din Wortham în Winton.
În  timpul celui de-al Doilea Război Mondial s-a înrolat în Forțele aeriene regale ale Regatului Unit.
În 1938, Winton lucra ca broker la Londra, și a aflat despre crimele naziste de la un prieten, în timpul unei vacanțe în Elveția. Și-a anulat concediul și a venit la Praga, unde a văzut taberele de refugiați. A pus la punct un program de salvarea copiilor din Cehoslovacia, iar la el au venit părinți care s-au sacrificat și s-au declarat de acord să nu-i mai vadă niciodată, doar pentru a-i salva. Winton a mituit oficialii naziști, care au intrat la bănuieli, pentru a câștiga timp. Întors în Marea Britanie, Nicholas Winton a adunat câțiva voluntari, printre care și mama sa, și a creat un comitet care s-a ocupat de găsirea unor familii adoptive și bani pentru cei salvați.
La 14 martie 1939, a plecat primul tren din cele opt trenuri care au transportat copiii din Cehoslovacia, prietenul său s-a ocupat de asta. Dar numai 7 trenuri au ajuns la Londra, adică 669 de copii; un tren cu 250 de copii a fost surprins de atacul lui Hitler asupra Poloniei, iar soarta lor este necunoscută, probabil au murit în lagărele de concentrare. Părinții copiilor salvați au murit, până la sfârșitul războiului, în lagărele din Auschwitz și Bergen Belsen.
După război mulți dintre cei salvați au rămas în Marea Britanie, iar alții au emigrat în Israel. Astăzi au 70 - 80 de ani, iar printre ei se află regizorul Karel Reisz (filmele "Isadora" și "Iubita locotenentului francez") un laureat al premiului Nobel pentru fizică - Walter Kohn, astronomul Arno Penzias, și el laureat al premiului Nobel, dar și fondatorul forțelor aeriene israeliene, Hugo Marom.
Soția lui Winton a trimis scrisori supraviețuitorilor, după ce a găsit documentele, și a luat legătura cu 80 dintre aceștia; în timpul unei emisiuni la BBC 20 dintre ei și-au spus povestea. În 1994 Winton a primit o scrisoare de mulțumire din partea statului Israel, în 1998 a fost decorat de cehi iar în 2002 regina Elisabeta a II-a l-a făcut cavaler.

## Recunoaștere
În 1983 a fost decorat cu Ordinul Imperiului Britanic iar pe 28 octombrie 2014 a fost decorat cu cea mai înaltă decorație a Republicii Cehe, Ordinul Leului Alb, de către președintele ceh, Miloš Zeman.